# Elecciones generales del Reino Unido de 2024
Las elecciones generales del Reino Unido de 2024 se llevaron a cabo el 4 de julio de 2024 después de que la Ley de Disolución y Convocatoria del Parlamento de 2022 derogara la Ley de Parlamentos de Plazo Fijo de 2011.Fueron las primeras elecciones generales del Reino Unido en las que se requirieron identificación de votante para votar en persona en Gran Bretaña. Las elecciones generales fueron las primeras desde la salida del Reino Unido de la Unión Europea y la primera elección realizada durante el reinado de Carlos III. El centro izquierdista Partido Laborista, bajo el liderazgo de Keir Starmer, logró la victoria, al obtener 412 escaños, cifra comparable con el resultado que obtuvo Tony Blair en las elecciones generales de 1997. El resultado significó además la conclusión de 14 años sucesivos de gobiernos conservadores y el retorno del Laborismo al poder en Reino Unido.  
El debate en torno a la campaña se ha centrado en la perspectiva de un cambio de gobierno, ya que el opositor Partido Laborista, liderado por Keir Starmer, tuvo una importante ventaja en las encuestas sobre el gobernante Partido Conservador, liderado por Rishi Sunak. La opinión pública a favor de un cambio de gobierno se reflejó en los malos resultados de los conservadores en las elecciones locales de 2022 y 2023, en las que los laboristas y los demócratas liberales ganaron a los conservadores, a menudo por márgenes muy amplios. Los partidos lograron nuevos avances en las elecciones locales de 2024, y muchos candidatos ganaron muchas elecciones parciales durante el parlamento. Un número récord de diputados conservadores no se presentan a la reelección.

## Contexto

### Antecedentes políticos de los conservadores antes de las elecciones
El Partido Conservador de Boris Johnson había obtenido una victoria aplastante en las elecciones generales de 2019. El gobierno conservador implementó la retirada del Reino Unido de la Unión Europea el 31 de enero de 2020. Menos de dos meses después de las elecciones generales de 2019, la Pandemia de COVID-19 había llegado al Reino Unido, y el gobierno introdujo medidas para reducir su propagación, incluidos varios confinamientos aplicados legalmente. Más tarde, los medios de comunicación informaron de que se habían producido reuniones sociales por parte del Partido Conservador y del personal del gobierno que contravenían estas restricciones. Como resultado, Johnson y el entonces ministro de Hacienda, Rishi Sunak, recibieron avisos de multas fijas por parte de la policía en abril de 2022. Johnson anunció su dimisión el 6 de julio de 2022 y la elección de liderazgo fue ganada por Liz Truss. Anunció su dimisión como líder del partido y primera ministra el 20 de octubre, después de haber sido la primera ministra más corta de la historia británica.

### Retorno de Nigel Farage a la política

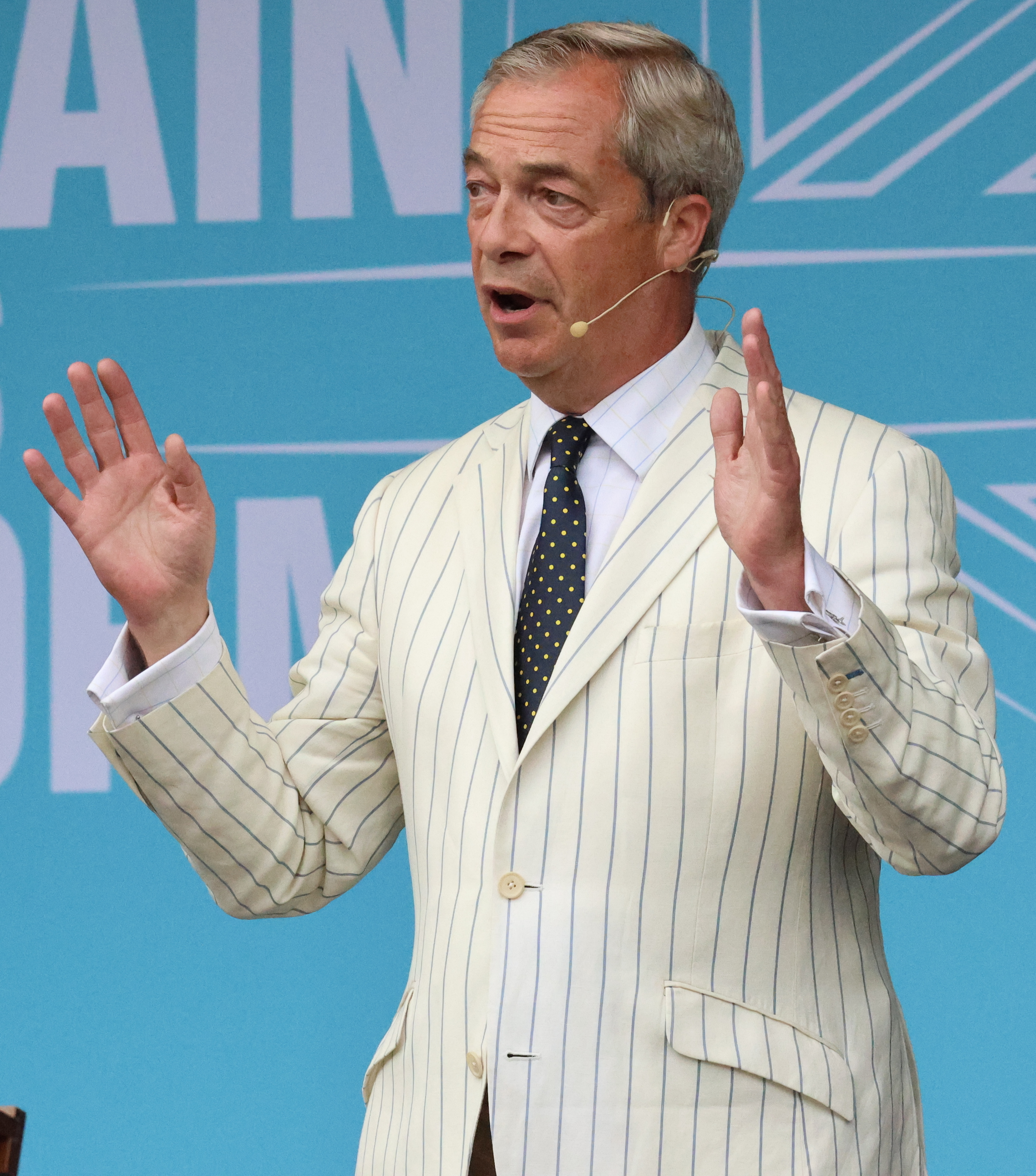
Nigel Farage retomó el liderazgo de su partido en 2024, buscando un buen resultado en las elecciones convocadas, logrando entrar al parlamento por primera vez junto a otros cuatro parlamentarios más del partido.

Tras haber estado retirado varios años de la política, el mayor impulsor del Brexit, Nigel Farage retornó a la política para postularse en las elecciones generales de 2024, logrando impulsar a su partido Reform UK en las encuestas, del cual además tomó el liderazgo. El partido de Farage se sitúa más a la derecha en el espectro político y en algunas encuestas ha superado al partido Conservador. Nigel Farage eclipsó a todos los otros partidos en el uso de las redes sociales para su campaña y comunicación política, destacando su auge en TikTok. Su programa propuso multimillonarias bajadas de impuestos y la reducción de la inmigración masiva significativamente, además de sacar al Reino Unido del Tribunal Europeo de Derechos Humanos.
Su partido obtuvo en la elección, 4 114 287 votos, siendo la tercera fuerza política más votada, logrando 5 escaños en el parlamento. La ambición de Farage es lograr ser primer ministro en las elecciones de 2029.

### Posible referéndum de independencia de Escocia
En junio de 2022, Nicola Sturgeon, jefa de gobierno de Escocia, anunció la intención del Partido Nacional Escocés de celebrar un segundo referéndum sobre la independencia de Escocia en octubre de 2023, un evento que podría tener serias implicaciones para futuras elecciones generales en el Reino Unido. Sturgeon también declaró que si el gobierno del Reino Unido no da su consentimiento para un referéndum de 2023, las próximas elecciones generales se convertirían en un "referéndum de facto" con el SNP en una boleta de un solo tema.

## Sistema electoral
Las elecciones generales en el Reino Unido se organizan utilizando el sistema de escrutinio mayoritario uninominal.
El Partido Conservador, que obtuvo la mayoría en las elecciones generales de 2019, incluyó compromisos en su manifiesto para eliminar el límite de quince años para votar para los ciudadanos británicos que viven en el extranjero e introducir un requisito de identificación del votante en Gran Bretaña. Las disposiciones para estos cambios se han promulgado en la Ley de Elecciones de 2022.

### Revisión de límites
En marzo de 2020, la ministra de la Oficina del Gabinete, Chloe Smith, confirmó que la Revisión periódica de los distritos electorales de Westminster de 2023 comenzaría con la retención de 650 escaños. La revisión comenzó en enero de 2021 con la modificación de la legislación pertinente anterior por la Ley de distritos electorales parlamentarios de 2020.
La Sexta Revisión Periódica pospuesta de los distritos electorales de Westminster propuso reducir el número de distritos electorales de 650 a 600. En abril de 2016, cada una de las cuatro Comisiones de Fronteras parlamentarias del Reino Unido reinició su proceso de revisión. Una proyección de los psefólogos Colin Rallings y Michael Thrasher de cómo los votos de 2017 se habrían traducido en escaños bajo los nuevos límites sugirió que los cambios serían beneficiosos para los conservadores y perjudiciales para los laboristas.
Antes de la Ley de Distritos Electorales Parlamentarios de 2020, los cambios de límites no podían implementarse hasta que fueran aprobados por ambas Cámaras del Parlamento. El gobierno no presentó cambios durante el Parlamento de 2017-2019. El manifiesto del gobierno de mayoría conservadora establece que esto se implementará antes de las próximas elecciones generales.

## Fecha de la elección
Originalmente, las elecciones estaban programadas para el 2 de mayo de 2024 en virtud de la Ley de parlamentos de duración determinada de 2011. En las elecciones generales de 2019, en las que los conservadores obtuvieron una mayoría de 80 escaños, el manifiesto del partido contenía el compromiso de derogar la Ley de Parlamentos de Plazo Fijo. En diciembre de 2020, el gobierno publicó debidamente un proyecto de ley de derogación de la Ley de Parlamentos de Plazo Fijo de 2011, que más tarde pasó a llamarse Ley de Disolución y Convocatoria del Parlamento de 2022. Este último entró en vigor el 24 de marzo de 2022. Así, el primer ministro puede volver a pedir al monarca que disuelva el Parlamento y convoque elecciones anticipadas con un preaviso de 25 días antes de celebrarse nuevas elecciones. El artículo 4 de la ley disponía lo siguiente: "Si no se ha disuelto antes, un Parlamento se disuelve al comienzo del día que coincide con el quinto aniversario del día en que se reunió por primera vez". La Comisión Electoral confirmó que, por lo tanto, el Parlamento de 2019 tendría que disolverse, a más tardar, el 17 de diciembre de 2024, y que las próximas elecciones generales debían tener lugar a más tardar el 28 de enero de 2025.

### Situación antes de la derogación de la Ley de Parlamentos de Plazo Fijo
La Ley de Parlamentos de Plazo Fijo de 2011 introdujo parlamentos de plazo fijo en el Reino Unido, con elecciones programadas para el primer jueves de mayo del quinto año después de las elecciones generales anteriores, a menos que las elecciones generales anteriores hayan tenido lugar entre el 1 de enero y el primer jueves. en mayo, en cuyo caso la elección habría tenido lugar el primer jueves de mayo del cuarto año después de la elección general anterior.
Al eliminar el poder del monarca, por consejo del primer ministro, de disolver el parlamento antes de su duración máxima de cinco años la ley permitía la disolución anticipada si la Cámara de los Comunes votaba por una mayoría calificada de dos tercios. El parlamento también se habría disuelto si un gobierno hubiera perdido un voto de censura por mayoría simple y no se hubiera formado un nuevo gobierno dentro de los 14 días. Alternativamente, se podría presentar un proyecto de ley que requiera solo una mayoría simple en ambas Cámaras para establecer en la ley una fecha anterior para la elección, que es como se fijó la fecha de la elección general anterior en 2019. Según la Ley, las próximas elecciones generales se habrían celebrado a más tardar el jueves 2 de mayo de 2024. Según la Ley de Administración y Registro Electoral de 2013, el parlamento se habría disuelto 25 días hábiles antes de esta fecha del martes 26 de marzo. Según la Ley de parlamentos de plazo fijo, el primer ministro podría haber programado el día de las elecciones hasta dos meses después del 2 de mayo, sujeto a la aprobación de ambas cámaras.

### Derogación de la Ley de Parlamentos de Plazo Fijo
En las elecciones generales de 2019, donde los conservadores obtuvieron una mayoría de 80 escaños, el manifiesto del partido contenía el compromiso de derogar la Ley de Parlamentos de Plazo Fijo debido a "parálisis en un momento en que el país ha necesitado una acción decisiva". La promesa fue confirmada en el primer discurso de la Reina después de la elección.
En diciembre de 2020, el gobierno publicó un proyecto de ley (derogación) de la Ley de parlamentos de plazo fijo de 2011, que luego se tituló Proyecto de ley de disolución y convocatoria del parlamento. En septiembre de 2021, Oliver Dowden, el recién nombrado presidente del Partido Conservador, le dijo al personal del partido que se preparara para las elecciones generales. The Daily Telegraph informó que podría celebrarse una elección en mayo o junio de 2023. En marzo de 2022, Dowden anunció que los conservadores comenzarían una campaña electoral de dos años en mayo, lo que implica una fecha electoral de mayo de 2024. Al convertirse en líder conservadora en septiembre de 2022, Liz Truss dijo que entregará “una gran victoria para el Partido Conservador en 2024”.
La Ley de disolución y convocatoria del parlamento de 2022 recibió la aprobación real el 24 de marzo de 2022 y entró en vigor el mismo día. El Primer Ministro puede solicitar nuevamente al monarca que disuelva el Parlamento y convoque elecciones anticipadas con 25 días hábiles de anticipación. La Sección 4 de la Ley disponía: "Si no ha sido disuelto antes, un Parlamento se disuelve al comienzo del día que es el quinto aniversario del día en que se reunió por primera vez". Para el Parlamento actual elegido en las elecciones generales de 2019, que se reunió por primera vez el 17 de diciembre de 2019, esto significa la fecha del quinto aniversario del 17 de diciembre de 2024 y el último día de votación posible 25 días hábiles después, que es enero de 2025.

### Anuncio de la fecha
En la tarde del 22 de mayo de 2024, Sunak anunció que había pedido al rey que convocara elecciones generales para el 4 de julio de 2024, sorprendiendo a sus propios diputados. Aunque Sunak tenía la opción de esperar hasta diciembre de 2024 para convocar elecciones, dijo que decidió la fecha porque creía que la economía estaba mejorando y que "la caída de la inflación y las cifras de migración neta reforzarían el mensaje electoral del Partido Conservador de "seguir el plan". La convocatoria de elecciones fue bien recibida por todos los partidos principales.

## Campaña
Los laboristas entraron a las elecciones con una gran ventaja sobre los conservadores en las encuestas de opinión, y la magnitud potencial de la victoria del partido fue un tema de discusión durante el período de campaña. La economía, la atención sanitaria, la educación, el desarrollo de infraestructura, el medio ambiente, la vivienda, la energía y la inmigración, y las normas en los cargos públicos fueron los principales temas de la campaña. La campaña conservadora, así como el manejo de la misma por parte de Rishi Sunak, fue ampliamente criticada por los comentaristas, centrándose principalmente en los ataques hacia los laboristas por supuestos planes fiscales, incluida una afirmación refutada de que los laboristas costarían a los hogares £ 2000 más en impuestos.
Keir Starmer dirigió una campaña positiva para el Partido Laborista, utilizando la palabra "cambio" como lema de campaña y ofreció a los votantes la oportunidad de "pasar página" votando al Partido Laborista. La campaña liberal demócrata dirigida por Ed Davey estuvo dominada por sus trucos de campaña, que se utilizaron para llamar la atención sobre los temas de la campaña. Cuando se le preguntó acerca de estos trucos, Davey dijo: "Los políticos deben tomar en serio las preocupaciones y los intereses de los votantes, pero no estoy seguro de que deban tomarse a sí mismos en serio todo el tiempo y estoy muy feliz de divertirme un poco". El manifiesto del partido y los planes de gasto fiscal fueron analizados de forma independiente por el Instituto de Estudios Fiscales  y sus políticas ambientales fueron evaluadas por Amigos de la Tierra.

### Escándalo de apuestas
Durante la campaña electoral general, se denunciaron apuestas ilícitas por parte de miembros de partidos políticos y agentes de policía, algunos de los cuales podían haber tenido conocimiento interno de la fecha de las elecciones generales antes de que Sunak anunciara públicamente cuándo se celebrarían.
El secretario de Asuntos Exteriores y ex primer ministro, David Cameron, condenó a Williams por hacer la apuesta, diciendo que era una "decisión muy tonta". Sunak dijo el 20 de junio que estaba "increíblemente enojado al enterarse de estas acusaciones" y que "es correcto que las autoridades policiales pertinentes las investiguen adecuadamente". Sunak y los conservadores enfrentaron críticas de Starmer y Davey después de que salió a la luz el escándalo.Aunque admitió que había apostado sobre el resultado de las elecciones, Davey también pidió una revisión de las leyes sobre el juego. 

## Debates
Rishi Sunak retó a Keir Starmer a seis debates televisados. Starmer anunció que no estaría de acuerdo con tal propuesta y ofreció dos debates cara a cara: uno mostrado en la BBC y otro en ITV. Un portavoz dijo que ambas cadenas ofrecerían la mayor audiencia y que se rechazaría la perspectiva de debates en canales más pequeños porque no sería un "uso valioso del tiempo de campaña". Ed Davey declaró su deseo de ser incluido en "cualquier debate televisado", aunque finalmente sólo aparecería en un debate. 
El 29 de mayo, se anunció que el primer debate que sería organizado por ITV News y se titularía "Sunak v Starmer: The ITV Debate" con Julie Etchingham como moderadora del debate, el 4 de junio. Los temas a discutir fueron la crisis del coste de vida, el Servicio Nacional de Salud (NHS), los jóvenes, la educación, la inmigración y la política fiscal.Sunak dijo que el Partido Laborista costaría a los hogares 2000 libras más en impuestos, lo que Starmer negó. Sunak dijo que esta cifra fue calculada por "funcionarios independientes del Tesoro". Los verificadores de hechos cuestionaron la suma, afirmando que se basaba en suposiciones hechas por funcionarios políticos y que la cifra correspondía a un período de cuatro años. El 5 de junio, la BBC informó que James Bowler, secretario permanente del Tesoro, escribió que "los funcionarios públicos no participaron en el [...] cálculo de la cifra total utilizada" y que "cualquier coste derivado de otras fuentes o producido por otras organizaciones no deben presentarse como producidas por la función pública".  La Oficina de Regulación de Estadísticas también criticó la reclamación alegando que se presentó sin que el oyente supiera que se trataba de una suma de más de 4 años. Una encuesta rápida de YouGov después del debate indicó que el 46% de los espectadores del debate pensaba que Sunak había tenido un mejor desempeño y el 45% creía que Starmer había tenido un mejor desempeño. Una encuesta de Savanta publicada al día siguiente del debate mostró que Starmer había tenido mejor desempeño con un 44% frente a Sunak con un 39%.
El 3 de junio tuvo lugar un debate de SVT organizado por Colin Mackay, en el que participaron Douglas Ross, Anas Sarwar, John Swinney y Alex Cole-Hamilton . Otro debate entre estos líderes (entre los que se encontraba Lorna Slater) tuvo lugar el 11 de junio, en la BBC de Escocia, presentado por Stephen Jardine. El 7 de junio tuvo lugar un debate organizado por la BBC presentado por Mishal Husain, en el que participaron Nigel Farage, Carla Denyer, Rhun ap Iorwerth, Daisy Cooper, Stephen Flynn, Angela Rayner y Penny Mordaunt. El debate incluyó intercambios entre Mordaunt y Rayner sobre los impuestos, y todos los asistentes criticaron que Sunak abandonara temprano los eventos de conmemoración del Día D; Farage calificó las acciones de Sunak de "vergonzosas" y dijo que los veteranos habían sido abandonados, Cooper dijo que era "políticamente vergonzoso" y Mordaunt dijo que la decisión de Sunak de irse prematuramente había sido "completamente equivocada". Después del debate entre siete participantes, una encuesta rápida encontró que los espectadores consideraban que Farage había ganado el debate, seguido por Rayner, pero que Flynn, Denyer y Cooper obtuvieron los mejores puntajes por hacer un buen trabajo.
El 12 de junio, Sky News organizó un evento de líderes en Grimsby presentado por Beth Rigby, incluidos Starmer y Sunak, donde respondieron preguntas tanto de Beth Rigby como de la audiencia. El debate abarcó varios temas, incluido el NHS, la economía, la educación, la inmigración, la vivienda y sus planes futuros en el gobierno. Starmer comenzó el evento diciendo que estaba poniendo al país por delante de su partido, trayendo al Partido Laborista "de nuevo al servicio de los trabajadores". Continuó atacando a los conservadores en materia de política fiscal, diciendo que "los conservadores no están en condiciones de sermonear a nadie sobre los aumentos de impuestos". El 64% de los encuestados por YouGov inmediatamente después del debate dijeron que Starmer había obtenido mejores resultados, frente al 36% que afirmó que Sunak había obtenido un mejor desempeño en el debate.

### Entrevistas
Además de los debates, la BBC y la ITV emitieron programas en los que se entrevistaba extensamente a los líderes de los principales partidos en cara a las elecciones. Nick Robinson realizó entrevistas en BBC Panorama con todos los líderes de los principales partidos. La entrevista de Sunak esta noche con Paul Brand como entrevistador atrajo una cobertura sustancial la semana anterior a su transmisión, ya que Sunak abandonó temprano, de manera controvertida, las conmemoraciones del Día D. Más tarde se reveló que Sunak y su equipo habían elegido el lugar de la entrevista entre una variedad de opciones ofrecidas por ITN.

## Encuestas de opinión
El debate en torno a la campaña se centró en la perspectiva de un cambio de gobierno, ya que los laboristas mantuvieron una ventaja significativa en las encuestas de opinión sobre los conservadores, con uno de cada cinco votantes votando tácticamente. Las proyecciones cuatro semanas antes de la votación indicaban una victoria aplastante del Partido Laborista que superó la lograda por Tony Blair en las elecciones generales de 1997, mientras que en los medios de comunicación se hicieron comparaciones con las elecciones federales de Canadá de 1993 debido a la perspectiva de una posible derrota electoral de los conservadores. Una encuesta de YouGov realizada cuatro semanas antes de la votación sugirió que el Partido Laborista estaba en camino de lograr la mayor victoria electoral del partido en la historia, superando la victoria aplastante de Blair en 1997. La encuesta indicó que los laboristas podrían ganar 422 escaños, mientras que se proyectaba que los conservadores ganarían 140 escaños.
A mitad de la campaña, el psefólogo John Curtice resumió que las encuestas habían mostrado pocos cambios en las dos primeras semanas de la campaña, pero que luego habían mostrado algunos cambios claros. En concreto, tanto los conservadores como los laboristas habían mostrado una disminución de unos pocos puntos porcentuales, manteniendo la brecha entre ellos sin cambios, mientras que Reform UK y los Liberales Demócratas habían mostrado un aumento; una encuesta de YouGov publicada el 13 de junio atrajo la atención por mostrar a Reform UK un punto por encima de los conservadores.

### Resumen gráfico

El gráfico muestra las encuestas realizadas para la próxima elección general del Reino Unido.

| Fecha          | Encuestadora                                 | Cliente                                      | Área                                         | Tamaño de muestra                            | Con                                          | Lab                                          | Lib Dems                                     | SNP                                          | Verde                                        | Reform                                       | Ventaja                                      |       |       |      |      |       |      |
| -------------- | -------------------------------------------- | -------------------------------------------- | -------------------------------------------- | -------------------------------------------- | -------------------------------------------- | -------------------------------------------- | -------------------------------------------- | -------------------------------------------- | -------------------------------------------- | -------------------------------------------- | -------------------------------------------- | ----- | ----- | ---- | ---- | ----- | ---- |
| Fecha          | Encuestadora                                 | Cliente                                      | Área                                         | Tamaño de muestra                            | 4 Jul 2024                                   | Resultados generales                         | –                                            | UK                                           | –                                            | 23.7%                                        | Ventaja                                      | 33.7% | 12.2% | 2.5% | 6.8% | 14.3% | 10.0 |
| GB             | 24.4%                                        | 34.7%                                        | 12.5%                                        | 2.5%                                         | 4 Jul 2024                                   | Resultados generales                         | –                                            | 6.9%                                         | –                                            | 14.7%                                        | 10.3                                         |       |       |      |      |       |      |
| 3 Jul          | Number Cruncher Politics                     | N/A                                          | GB                                           | 2,496                                        | 23%                                          | 41%                                          | 11%                                          | 2%                                           | 7%                                           | 13%                                          | 18                                           |       |       |      |      |       |      |
| 2-3 Jul        | JL Partners                                  | The Rest Is Politics                         | GB                                           | 2,005                                        | 23%                                          | 38%                                          | 13%                                          | 3%                                           | 5%                                           | 17%                                          | 15                                           |       |       |      |      |       |      |
| 2-3 Jul        | Savanta                                      | N/A                                          | UK                                           | 2,101                                        | 20%                                          | 39%                                          | 10%                                          | 2%                                           | 5%                                           | 17%                                          | 19                                           |       |       |      |      |       |      |
| 2-3 Jul        | We Think                                     | N/A                                          | GB                                           | 1,210                                        | 23%                                          | 41%                                          | 11%                                          | 2%                                           | 7%                                           | 15%                                          | 18                                           |       |       |      |      |       |      |
| 1-3 Jul        | Survation                                    | Good Morning Britain                         | GB                                           | 1,679                                        | 20%                                          | 38%                                          | 12%                                          | 3%                                           | 7%                                           | 17%                                          | 18                                           |       |       |      |      |       |      |
| 1-3 Jul        | Norstat                                      | N/A                                          | GB                                           | 3,134                                        | 24%                                          | 37%                                          | 11%                                          | 4%                                           | 6%                                           | 16%                                          | 13                                           |       |       |      |      |       |      |
| 1-3 Jul        | Opinium                                      | N/A                                          | GB                                           | 2,219                                        | 21%                                          | 41%                                          | 11%                                          | 2%                                           | 7%                                           | 17%                                          | 20                                           |       |       |      |      |       |      |
| 1-3 Jul        | Ipsos                                        | N/A                                          | GB                                           | 2,076                                        | 19%                                          | 37%                                          | 11%                                          | 5%                                           | 9%                                           | 15%                                          | 18                                           |       |       |      |      |       |      |
| 29 Jun-3 Jul   | Deltapoll                                    | N/A                                          | GB                                           | 1,737                                        | 22%                                          | 39%                                          | 10%                                          | 2%                                           | 7%                                           | 17%                                          | 17                                           |       |       |      |      |       |      |
| 2 Jul          | PeoplePolling                                | GB News                                      | GB                                           | 1,260                                        | 16%                                          | 36%                                          | 10%                                          | 4%                                           | 9%                                           | 20%                                          | 16                                           |       |       |      |      |       |      |
| 1-2 Jul        | Whitestone Insight                           | Daily Express/Daily Mirror                   | GB                                           | 2,008                                        | 21%                                          | 38%                                          | 10%                                          | 3%                                           | 7%                                           | 18%                                          | 17                                           |       |       |      |      |       |      |
| 30 Jun-2 Jul   | BMG                                          | The i                                        | GB                                           | 1,854                                        | 22%                                          | 39%                                          | 11%                                          | 3%                                           | 7%                                           | 16%                                          | 17                                           |       |       |      |      |       |      |
| 28 Jun-2 Jul   | Techne                                       | N/A                                          | GB                                           | 5,503                                        | 21%                                          | 40%                                          | 11%                                          | 3%                                           | 6%                                           | 16%                                          | 19                                           |       |       |      |      |       |      |
| 28 Jun-2 Jul   | Redfield & Wilton                            | N/A                                          | GB                                           | 20,000                                       | 22%                                          | 41%                                          | 10%                                          | 3%                                           | 6%                                           | 16%                                          | 19                                           |       |       |      |      |       |      |
| 26 Jun-2 Jul   | Survation                                    | Good Morning Britain                         | UK                                           | 1,022                                        | 18%                                          | 38%                                          | 11%                                          | 3%                                           | 7%                                           | 17%                                          | 20                                           |       |       |      |      |       |      |
| 19 Jun-2 Jul   | YouGov (MRP)                                 | N/A                                          | GB                                           | 47,751                                       | 22%                                          | 39%                                          | 12%                                          | 3%                                           | 7%                                           | 15%                                          | 17                                           |       |       |      |      |       |      |
| 28 jun-1 Jul   | Verian                                       | N/A                                          | GB                                           | 2,135                                        | 21%                                          | 36%                                          | 13%                                          | 3%                                           | 7%                                           | 16%                                          | 15                                           |       |       |      |      |       |      |
| 28 Jun-1 Jul   | JL Partners                                  | The Rest Is Politics                         | GB                                           | 2,028                                        | 24%                                          | 39%                                          | 10%                                          | 4%                                           | 5%                                           | 16%                                          | 15                                           |       |       |      |      |       |      |
| 27 Jun-1 Jul   | Lord Ashcroft                                | N/A                                          | GB                                           | 5,183                                        | 19%                                          | 38%                                          | 11%                                          | 3%                                           | 8%                                           | 18%                                          | 19                                           |       |       |      |      |       |      |
| 24 Jun-1 Jul   | More in Common (MRP)                         | The News Agents                              | GB                                           | 13,556                                       | 24%                                          | 40%                                          | 11%                                          | 2%                                           | 6%                                           | 14%                                          | 16                                           |       |       |      |      |       |      |
| 15 Jun-1 Jul   | Survation (MRP)                              | N/A                                          | GB                                           | 34,558                                       | 23%                                          | 42%                                          | 11%                                          | 2%                                           | 5%                                           | 11%                                          | 19                                           |       |       |      |      |       |      |
| 10 Jun-1 Jul   | Focaldata (MRP)                              | N/A                                          | GB                                           | 36,726                                       | 23%                                          | 40%                                          | 12%                                          | 3%                                           | 5%                                           | 16%                                          | 19                                           |       |       |      |      |       |      |
| 28-30 Jun      | Savanta                                      | The Telegraph                                | UK                                           | 2,287                                        | 24%                                          | 39%                                          | 10%                                          | 3%                                           | 4%                                           | 13%                                          | 17                                           |       |       |      |      |       |      |
| 28-30 Jun      | More in Common                               | N/A                                          | GB                                           | 4,525                                        | 24%                                          | 39%                                          | 12%                                          | 3%                                           | 5%                                           | 15%                                          | 15                                           |       |       |      |      |       |      |
| 27-29 Jun      | Deltapoll                                    | Mail on Sunday                               | GB                                           | 1,645                                        | 21%                                          | 42%                                          | 11%                                          | 3%                                           | 4%                                           | 16%                                          | 21                                           |       |       |      |      |       |      |
| 27-28 Jun      | We Think                                     | N/A                                          | GB                                           | 1,210                                        | 20%                                          | 42%                                          | 10%                                          | 3%                                           | 7%                                           | 16%                                          | 22                                           |       |       |      |      |       |      |
| 26-28 Jun      | Savanta                                      | The Telegraph                                | UK                                           | 2,092                                        | 21%                                          | 38%                                          | 11%                                          | 2%                                           | 6%                                           | 14%                                          | 17                                           |       |       |      |      |       |      |
| 26-28 Jun      | Opinium                                      | The Observer                                 | GB                                           | 1,503                                        | 20%                                          | 40%                                          | 13%                                          | 3%                                           | 6%                                           | 17%                                          | 20                                           |       |       |      |      |       |      |
| 26-28 Jun      | More in Common                               | N/A                                          | GB                                           | 3,361                                        | 24%                                          | 39%                                          | 13%                                          | 3%                                           | 5%                                           | 13%                                          | 15                                           |       |       |      |      |       |      |
| 26-27 Jun      | Whitestone Insight                           | Daily Express/Daily Mirror                   | GB                                           | 2,012                                        | 18%                                          | 38%                                          | 11%                                          | 2%                                           | 7%                                           | 21%                                          | 17                                           |       |       |      |      |       |      |
| 26-27 Jun      | Techne                                       | N/A                                          | GB                                           | 1,643                                        | 19%                                          | 41%                                          | 12%                                          | 3%                                           | 5%                                           | 17%                                          | 22                                           |       |       |      |      |       |      |
| 26-27 Jun      | Redfield & Wilton                            | N/A                                          | GB                                           | 5,000                                        | 19%                                          | 42%                                          | 11%                                          | 3%                                           | 5%                                           | 18%                                          | 23                                           |       |       |      |      |       |      |
| 15-27 Jun      | YouGov                                       | N/A                                          | GB                                           | 4,110                                        | 20%                                          | 37%                                          | 13%                                          | 3%                                           | 7%                                           | 17%                                          | 17                                           |       |       |      |      |       |      |
| 25-26 Jun      | Survation (MRP)                              | N/A                                          | GB                                           | 23,364                                       | 25%                                          | 42%                                          | 11%                                          | 2%                                           | 5%                                           | 11%                                          | 17                                           |       |       |      |      |       |      |
| 25-26 Jun      | PeoplePolling                                | GB News                                      | GB                                           | 1,932                                        | 15%                                          | 40%                                          | 9%                                           | 2%                                           | 9%                                           | 21%                                          | 19                                           |       |       |      |      |       |      |
| 24-26 Jun      | BMG                                          | The i                                        | GB                                           | 1,522                                        | 20%                                          | 42%                                          | 12%                                          | 3%                                           | 6%                                           | 16%                                          | 22                                           |       |       |      |      |       |      |
| 24-26 Jun      | More in Common                               | The News Agents                              | GB                                           | 3,420                                        | 23%                                          | 40%                                          | 11%                                          | 3%                                           | 5%                                           | 14%                                          | 17                                           |       |       |      |      |       |      |
| 24-26 Jun      | Norstat                                      | N/A                                          | GB                                           | 2,025                                        | 23%                                          | 39%                                          | 12%                                          | 4%                                           | 6%                                           | 15%                                          | 16                                           |       |       |      |      |       |      |
| 24-25 Jun      | Deltapoll                                    | The National                                 | GB                                           | 2,077                                        | 20%                                          | 42%                                          | 11%                                          | 3%                                           | 4%                                           | 17%                                          | 22                                           |       |       |      |      |       |      |
| 21-25 Jun      | YouGov                                       | N/A                                          | GB                                           | 1,572                                        | 18%                                          | 36%                                          | 15%                                          | 3%                                           | 8%                                           | 17%                                          | 18                                           |       |       |      |      |       |      |
| 21-25 Jun      | Survation                                    | Good Morning Britain                         | UK                                           | 1,022                                        | 18%                                          | 41%                                          | 12%                                          | 2%                                           | 5%                                           | 14%                                          | 23                                           |       |       |      |      |       |      |
| 7-25 Jun       | JL Partners (SRP)                            | The Sunday Times                             | GB                                           | 13,584                                       | 22%                                          | 38%                                          | 13%                                          | 3%                                           | 5%                                           | 17%                                          | 16                                           |       |       |      |      |       |      |
| 21-24 Jun      | JL Partners                                  | The Rest is Politics                         | GB                                           | 2,005                                        | 25%                                          | 41%                                          | 11%                                          | 3%                                           | 5%                                           | 15%                                          | 16                                           |       |       |      |      |       |      |
| 21-24 Jun      | Deltapoll                                    | N/A                                          | GB                                           | 1,568                                        | 19%                                          | 43%                                          | 13%                                          | 2%                                           | 5%                                           | 15%                                          | 24                                           |       |       |      |      |       |      |
| 21-24 Jun      | Redfield & Wilton                            | N/A                                          | GB                                           | 10,000                                       | 18%                                          | 42%                                          | 12%                                          | 3%                                           | 6%                                           | 19%                                          | 23                                           |       |       |      |      |       |      |
| 21-24 Jun      | Savanta                                      | The Telegraph                                | UK                                           | 2,318                                        | 21%                                          | 42%                                          | 10%                                          | 3%                                           | 5%                                           | 14%                                          | 21                                           |       |       |      |      |       |      |
| 21-24 Jun      | Ipsos                                        | N/A                                          | GB                                           | 1,402                                        | 19%                                          | 42%                                          | 11%                                          | 5%                                           | 7%                                           | 15%                                          | 23                                           |       |       |      |      |       |      |
| 21-24 Jun      | Verian                                       | N/A                                          | GB                                           | 1,047                                        | 21%                                          | 38%                                          | 12%                                          | 3%                                           | 8%                                           | 16%                                          | 17                                           |       |       |      |      |       |      |
| 20-24 Jun      | Lord Ashcroft                                | N/A                                          | GB                                           | 5,134                                        | 19%                                          | 40%                                          | 10%                                          | 3%                                           | 9%                                           | 17%                                          | 25                                           |       |       |      |      |       |      |
| 14-24 Jun      | FindOutNow/Electoral Calculus (MRP)          | Daily Mirror and GB News                     | GB                                           | 19,993                                       | 15%                                          | 40%                                          | 14%                                          | 3%                                           | 7%                                           | 17%                                          | 23                                           |       |       |      |      |       |      |
| 30 May-24 Jun  | We Think (MRP)                               | N/A                                          | GB                                           | 18,595                                       | 22%                                          | 42%                                          | 11%                                          | 3%                                           | 6%                                           | 14%                                          | 20                                           |       |       |      |      |       |      |
| 21-23 Jun      | More in Common                               | N/A                                          | GB                                           | 2,046                                        | 25%                                          | 41%                                          | 10%                                          | 2%                                           | 5%                                           | 15%                                          | 16                                           |       |       |      |      |       |      |
| 20-21 Jun      | We Think                                     | N/A                                          | GB                                           | 1,270                                        | 22%                                          | 43%                                          | 8%                                           | 3%                                           | 7%                                           | 13%                                          | 21                                           |       |       |      |      |       |      |
| 20-21 Jun      | Savanta                                      | The Telegraph                                | UK                                           | 2,103                                        | 19%                                          | 42%                                          | 9%                                           | 3%                                           | 5%                                           | 16%                                          | 23                                           |       |       |      |      |       |      |
| 20-21 Jun      | Opinium                                      | The Observer                                 | GB                                           | 1,484                                        | 20%                                          | 40%                                          | 12%                                          | 3%                                           | 9%                                           | 16%                                          | 20                                           |       |       |      |      |       |      |
| 19-21 Jun      | YouGov                                       | The Times                                    | GB                                           | 2,047                                        | 19%                                          | 37%                                          | 13%                                          | 3%                                           | 6%                                           | 18%                                          | 18                                           |       |       |      |      |       |      |
| 19-20 Jun      | Whitestone Insight                           | Daily Express/Daily Mirror                   | GB                                           | 2,029                                        | 19%                                          | 39%                                          | 12%                                          | 3%                                           | 6%                                           | 20%                                          | 19                                           |       |       |      |      |       |      |
| 19-20 Jun      | Techne                                       | N/A                                          | GB                                           | 1,642                                        | 19%                                          | 42%                                          | 12%                                          | 2%                                           | 5%                                           | 17%                                          | 23                                           |       |       |      |      |       |      |
| 19-20 Jun      | Redfield & Wilton                            | N/A                                          | GB                                           | 2,500                                        | 18%                                          | 42%                                          | 11%                                          | 3%                                           | 5%                                           | 19%                                          | 23                                           |       |       |      |      |       |      |
| 4-20 Jun       | Focaldata (MRP)                              | N/A                                          | GB                                           | 24,536                                       | 23%                                          | 41%                                          | 11%                                          | 3%                                           | 5%                                           | 16%                                          | 18                                           |       |       |      |      |       |      |
| 18-19 Jun      | BMG                                          | The i                                        | GB                                           | 1,627                                        | 19%                                          | 42%                                          | 9%                                           | 3%                                           | 7%                                           | 19%                                          | 23                                           |       |       |      |      |       |      |
| 17-19 Jun      | Norstat                                      | N/A                                          | GB                                           | 2,059                                        | 20%                                          | 40%                                          | 12%                                          | 3%                                           | 5%                                           | 19%                                          | 20                                           |       |       |      |      |       |      |
| 17-19 Jun      | More in Common                               | N/A                                          | GB                                           | 2,035                                        | 25%                                          | 39%                                          | 11%                                          | 3%                                           | 5%                                           | 14%                                          | 14                                           |       |       |      |      |       |      |
| 18 Jun         | PeoplePolling                                | GB News                                      | GB                                           | 1,228                                        | 15%                                          | 35%                                          | 12%                                          | 3%                                           | 8%                                           | 24%                                          | 11                                           |       |       |      |      |       |      |
| 17-18 Jun      | YouGov                                       | N/A                                          | GB                                           | 1,625                                        | 20%                                          | 36%                                          | 14%                                          | 3%                                           | 7%                                           | 18%                                          | 16                                           |       |       |      |      |       |      |
| 14-18 Jun      | Survation                                    | Good Morning Britain                         | UK                                           | 1,008                                        | 20%                                          | 41%                                          | 12%                                          | 2%                                           | 6%                                           | 15%                                          | 21                                           |       |       |      |      |       |      |
| 11-18 Jun      | YouGov (MRP)                                 | Sky News                                     | GB                                           | 39,979                                       | 22%                                          | 39%                                          | 12%                                          | 3%                                           | 7%                                           | 15%                                          | 17                                           |       |       |      |      |       |      |
| 7-14 Jun       | Savanta (MRP)                                | The Telegraph                                | GB                                           | 17,812                                       | 23%                                          | 44%                                          | 12%                                          | 3%                                           | 4%                                           | 13%                                          | 21                                           |       |       |      |      |       |      |
| 14-17 Jun      | Focaldata                                    | N/A                                          | GB                                           | 2,604                                        | 21%                                          | 43%                                          | 10%                                          | 2%                                           | 5%                                           | 16%                                          | 22                                           |       |       |      |      |       |      |
| 14-17 Jun      | Deltapoll                                    | N/A                                          | GB                                           | 1,383                                        | 19%                                          | 46%                                          | 10%                                          | 2%                                           | 5%                                           | 16%                                          | 27                                           |       |       |      |      |       |      |
| 14-17 Jun      | Redfield & Wilton                            | N/A                                          | GB                                           | 10,000                                       | 18%                                          | 43%                                          | 12%                                          | 3%                                           | 5%                                           | 18%                                          | 25                                           |       |       |      |      |       |      |
| 14-17 Jun      | Verian                                       | N/A                                          | GB                                           | 1,034                                        | 21%                                          | 39%                                          | 13%                                          | 3%                                           | 7%                                           | 13%                                          | 18                                           |       |       |      |      |       |      |
| 13-17 Jun      | Lord Ashcroft                                | N/A                                          | GB                                           | 5,187                                        | 18%                                          | 43%                                          | 9%                                           | 3%                                           | 7%                                           | 18%                                          | 21                                           |       |       |      |      |       |      |
| 22 May-17 Jun  | More in Common (MRP)                         | The News Agents                              | GB                                           | 10,850                                       | 28%                                          | 44%                                          | 11%                                          | 3%                                           | 5%                                           | 8%                                           | 16                                           |       |       |      |      |       |      |
| 14-16 Jun      | Savanta                                      | The Telegraph                                | UK                                           | 2,046                                        | 21%                                          | 40%                                          | 11%                                          | 3%                                           | 4%                                           | 14%                                          | 19                                           |       |       |      |      |       |      |
| 14-16 Jun      | More in Common                               | N/A                                          | GB                                           | 2,369                                        | 25%                                          | 41%                                          | 11%                                          | 2%                                           | 5%                                           | 14%                                          | 16                                           |       |       |      |      |       |      |
| 14-16 Jun      | JL Partners                                  | The Rest is Politics                         | GB                                           | 2,083                                        | 23%                                          | 40%                                          | 9%                                           | 3%                                           | 5%                                           | 18%                                          | 17                                           |       |       |      |      |       |      |
| 12-14 Jun      | Opinium                                      | The Observer                                 | GB                                           | 2,059                                        | 23%                                          | 40%                                          | 12%                                          | 2%                                           | 7%                                           | 14%                                          | 17                                           |       |       |      |      |       |      |
| 12-14 Jun      | Savanta                                      | The Telegraph                                | UK                                           | 2,045                                        | 21%                                          | 46%                                          | 11%                                          | 2%                                           | 5%                                           | 13%                                          | 25                                           |       |       |      |      |       |      |
| 12-13 Jun      | Techne                                       | N/A                                          | GB                                           | 1,636                                        | 19%                                          | 43%                                          | 11%                                          | 2%                                           | 6%                                           | 16%                                          | 24                                           |       |       |      |      |       |      |
| 12-13 Jun      | YouGov                                       | The Times                                    | GB                                           | 2,211                                        | 18%                                          | 37%                                          | 14%                                          | 3%                                           | 7%                                           | 19%                                          | 18                                           |       |       |      |      |       |      |
| 12-13 Jun      | Redfield & Wilton                            | N/A                                          | GB                                           | 1,500                                        | 18%                                          | 42%                                          | 13%                                          | 3%                                           | 5%                                           | 17%                                          | 24                                           |       |       |      |      |       |      |
| 12-13 Jun      | We Think                                     | N/A                                          | GB                                           | 1,297                                        | 20%                                          | 43%                                          | 11%                                          | 2%                                           | 6%                                           | 14%                                          | 23                                           |       |       |      |      |       |      |
| 12-13 Jun      | Whitestone Insight                           | Daily Express/Daily Mirror                   | GB                                           | 2,014                                        | 19%                                          | 41%                                          | 11%                                          | 3%                                           | 6%                                           | 17%                                          | 22                                           |       |       |      |      |       |      |
| 31 May-13 Jun  | Survation (MRP)                              | Best For Britain                             | GB                                           | 42,269                                       | 24%                                          | 40%                                          | 11%                                          | 4%                                           | 6%                                           | 12%                                          | 16                                           |       |       |      |      |       |      |
| 12 Jun         | PeoplePolling                                | GB News                                      | GB                                           | 1,234                                        | 19%                                          | 39%                                          | 10%                                          | 3%                                           | 9%                                           | 17%                                          | 20                                           |       |       |      |      |       |      |
| 11-12 Jun      | BMG                                          | The i                                        | GB                                           | 1,546                                        | 21%                                          | 41%                                          | 12%                                          | 3%                                           | 6%                                           | 14%                                          | 20                                           |       |       |      |      |       |      |
| 10-12 Jun      | More in Common                               | The News Agents                              | GB                                           | 2,037                                        | 25%                                          | 41%                                          | 10%                                          | 3%                                           | 5%                                           | 13%                                          | 16                                           |       |       |      |      |       |      |
| 11-12 Jun      | Norstat                                      | N/A                                          | GB                                           | 1,017                                        | 21%                                          | 41%                                          | 11%                                          | 3%                                           | 6%                                           | 17%                                          | 20                                           |       |       |      |      |       |      |
| 11-12 Jun      | Ipsos (MRP)                                  | N/A                                          | GB                                           | 19,689                                       | 25%                                          | 43%                                          | 10%                                          | 3%                                           | 6%                                           | 12%                                          | 18                                           |       |       |      |      |       |      |
| 10-12 Jun      | YouGov                                       | Sky News                                     | GB                                           | 1,611                                        | 18%                                          | 38%                                          | 15%                                          | 2%                                           | 8%                                           | 17%                                          | 20                                           |       |       |      |      |       |      |
| 10-12 Jun      | Focaldata                                    | N/A                                          | GB                                           | 3,124                                        | 24%                                          | 42%                                          | 9%                                           | 3%                                           | 5%                                           | 15%                                          | 18                                           |       |       |      |      |       |      |
| 7-12 Jun       | Survation                                    | Good Morning Britain                         | UK                                           | 1,076                                        | 23%                                          | 41%                                          | 10%                                          | 3%                                           | 6%                                           | 12%                                          | 18                                           |       |       |      |      |       |      |
| 10-11 Jun      | Verian                                       | N/A                                          | GB                                           | 1,305                                        | 20%                                          | 41%                                          | 11%                                          | 3%                                           | 8%                                           | 15%                                          | 21                                           |       |       |      |      |       |      |
| 7-10 Jun       | Redfield & Wilton                            | N/A                                          | GB                                           | 10,000                                       | 19%                                          | 45%                                          | 10%                                          | 3%                                           | 5%                                           | 17%                                          | 26                                           |       |       |      |      |       |      |
| 6-10 Jun       | Lord Ashcroft                                | N/A                                          | GB                                           | 4,975                                        | 21%                                          | 44%                                          | 7%                                           | 2%                                           | 8%                                           | 15%                                          | 22                                           |       |       |      |      |       |      |
| 7-9 Jun        | Savanta                                      | The Telegraph                                | UK                                           | 2,219                                        | 25%                                          | 44%                                          | 9%                                           | 3%                                           | 4%                                           | 10%                                          | 19                                           |       |       |      |      |       |      |
| 7-9 Jun        | JL Partners                                  | The Rest is Politics                         | GB                                           | 2,004                                        | 24%                                          | 41%                                          | 11%                                          | 3%                                           | 5%                                           | 15%                                          | 17                                           |       |       |      |      |       |      |
| 6-8 Jun        | Deltapoll                                    | Mail on Sunday                               | GB                                           | 2,010                                        | 21%                                          | 46%                                          | 9%                                           | 4%                                           | 5%                                           | 12%                                          | 25                                           |       |       |      |      |       |      |
| 6-7 Jun        | We Think                                     | N/A                                          | GB                                           | 1,198                                        | 20%                                          | 45%                                          | 10%                                          | 3%                                           | 5%                                           | 15%                                          | 25                                           |       |       |      |      |       |      |
| 5-7 Jun        | Opinium                                      | The Observer                                 | GB                                           | 1,471                                        | 24%                                          | 42%                                          | 10%                                          | 3%                                           | 7%                                           | 12%                                          | 18                                           |       |       |      |      |       |      |
| 5-7 Jun        | Savanta                                      | The Telegraph                                | GB                                           | 2,095                                        | 26%                                          | 46%                                          | 10%                                          | 2%                                           | 3%                                           | 11%                                          | 20                                           |       |       |      |      |       |      |
| 5-7 Jun        | More in Common                               | N/A                                          | GB                                           | 2,618                                        | 25%                                          | 46%                                          | 9%                                           | 3%                                           | 6%                                           | 11%                                          | 21                                           |       |       |      |      |       |      |
| 5-6 Jun        | Whitestone Insight                           | N/A                                          | GB                                           | 2,001                                        | 22%                                          | 42%                                          | 9%                                           | 3%                                           | 5%                                           | 16%                                          | 20                                           |       |       |      |      |       |      |
| 5-6 Jun        | YouGov                                       | N/A                                          | GB                                           | 1,650                                        | 19%                                          | 41%                                          | 11%                                          | 3%                                           | 7%                                           | 16%                                          | 22                                           |       |       |      |      |       |      |
| 5-6 Jun        | Techne                                       | N/A                                          | GB                                           | 1,645                                        | 20%                                          | 44%                                          | 10%                                          | 2%                                           | 6%                                           | 15%                                          | 24                                           |       |       |      |      |       |      |
| 5-6 Jun        | Survation                                    | N/A                                          | GB                                           | 1,056                                        | 23%                                          | 43%                                          | 9%                                           | 3%                                           | 5%                                           | 15%                                          | 20                                           |       |       |      |      |       |      |
| 5-6 Jun        | Redfield & Wilton                            | N/A                                          | GB                                           | 2,000                                        | 19%                                          | 42%                                          | 12%                                          | 3%                                           | 6%                                           | 17%                                          | 23                                           |       |       |      |      |       |      |
| 3-6 Jun        | Focaldata                                    | N/A                                          | GB                                           | 2,077                                        | 25%                                          | 44%                                          | 9%                                           | 2%                                           | 5%                                           | 14%                                          | 19                                           |       |       |      |      |       |      |
| 4-5 Jun        | Norstat                                      | N/A                                          | GB                                           | 1,005                                        | 22%                                          | 45%                                          | 10%                                          | 3%                                           | 5%                                           | 14%                                          | 23                                           |       |       |      |      |       |      |
| 4-5 Jun        | BMG                                          | The i                                        | GB                                           | 1,534                                        | 23%                                          | 42%                                          | 9%                                           | 4%                                           | 6%                                           | 16%                                          | 19                                           |       |       |      |      |       |      |
| 3-4 Jun        | YouGov                                       | Sky News                                     | GB                                           | 2,144                                        | 19%                                          | 40%                                          | 10%                                          | 3%                                           | 7%                                           | 17%                                          | 21                                           |       |       |      |      |       |      |
| 31 May-4 Jun   | Ipsos                                        | N/A                                          | GB                                           | 1,014                                        | 23%                                          | 43%                                          | 8%                                           | 5%                                           | 9%                                           | 9%                                           | 20                                           |       |       |      |      |       |      |
| 3 Jun 2024     | Nigel Farage se convierte líder de Reform UK | Nigel Farage se convierte líder de Reform UK | Nigel Farage se convierte líder de Reform UK | Nigel Farage se convierte líder de Reform UK | Nigel Farage se convierte líder de Reform UK | Nigel Farage se convierte líder de Reform UK | Nigel Farage se convierte líder de Reform UK | Nigel Farage se convierte líder de Reform UK | Nigel Farage se convierte líder de Reform UK | Nigel Farage se convierte líder de Reform UK | Nigel Farage se convierte líder de Reform UK |       |       |      |      |       |      |
| 2-3 Jun        | PeoplePolling                                | GB News                                      | GB                                           | 1,674                                        | 22%                                          | 46%                                          | 8%                                           | 3%                                           | 8%                                           | 10%                                          | 24                                           |       |       |      |      |       |      |
| 1-3 Jun        | More in Common                               | N/A                                          | GB                                           | 2,055                                        | 27%                                          | 46%                                          | 8%                                           | 3%                                           | 5%                                           | 10%                                          | 19                                           |       |       |      |      |       |      |
| 31 May-3 Jun   | Deltapoll                                    | N/A                                          | GB                                           | 1,077                                        | 25%                                          | 48%                                          | 10%                                          | 2%                                           | 4%                                           | 9%                                           | 23                                           |       |       |      |      |       |      |
| 30 May-3 Jun   | Verian                                       | N/A                                          | GB                                           | 1,405                                        | 23%                                          | 41%                                          | 12%                                          | 3%                                           | 8%                                           | 9%                                           | 18                                           |       |       |      |      |       |      |
| 30 May-3 Jun   | Lord Ashcroft                                | N/A                                          | GB                                           | 5,203                                        | 23%                                          | 47%                                          | 6%                                           | 2%                                           | 6%                                           | 11%                                          | 24                                           |       |       |      |      |       |      |
| 31 May-2 Jun   | Savanta                                      | The Telegraph                                | GB                                           | 2,209                                        | 28%                                          | 42%                                          | 9%                                           | 3%                                           | 4%                                           | 9%                                           | 14                                           |       |       |      |      |       |      |
| 31 May-2 Jun   | JL Partners                                  | The Rest is Politics                         | GB                                           | 2,013                                        | 26%                                          | 43%                                          | 11%                                          | 3%                                           | 3%                                           | 12%                                          | 17                                           |       |       |      |      |       |      |
| 31 May-2 Jun   | Redfield & Wilton                            | N/A                                          | GB                                           | 10,000                                       | 20%                                          | 46%                                          | 10%                                          | 2%                                           | 5%                                           | 14%                                          | 26                                           |       |       |      |      |       |      |
| 22 May-2 Jun   | Survation (MRP)                              | Best for Britain                             | GB                                           | 30,044                                       | 24%                                          | 43%                                          | 10%                                          | 3%                                           | 4%                                           | 11%                                          | 19                                           |       |       |      |      |       |      |
| 24 May-1 Jun   | YouGov (MRP)                                 | Sky News                                     | GB                                           | 58,875                                       | 25%                                          | 43%                                          | 11%                                          | 3%                                           | 7%                                           | 10%                                          | 18                                           |       |       |      |      |       |      |
| 30-31 May      | Focaldata                                    | N/A                                          | GB                                           | 2,626                                        | 26%                                          | 43%                                          | 9%                                           | 2%                                           | 6%                                           | 12%                                          | 17                                           |       |       |      |      |       |      |
| 29-31 May      | We Think                                     | N/A                                          | GB                                           | 1,328                                        | 21%                                          | 46%                                          | 8%                                           | 3%                                           | 6%                                           | 13%                                          | 25                                           |       |       |      |      |       |      |
| 29-30 May      | Opinium                                      | The Observer                                 | GB                                           | 2,184                                        | 25%                                          | 45%                                          | 8%                                           | 3%                                           | 6%                                           | 11%                                          | 20                                           |       |       |      |      |       |      |
| 29-30 May      | Techne                                       | N/A                                          | GB                                           | 1,630                                        | 21%                                          | 45%                                          | 11%                                          | 2%                                           | 6%                                           | 12%                                          | 24                                           |       |       |      |      |       |      |
| 29-30 May      | YouGov                                       | The Times                                    | GB                                           | 2,040                                        | 21%                                          | 46%                                          | 8%                                           | 2%                                           | 6%                                           | 15%                                          | 25                                           |       |       |      |      |       |      |
| 29-30 May      | Whitestone Insight                           | Daily Express/Daily Mirror                   | GB                                           | 2,024                                        | 24%                                          | 44%                                          | 9%                                           | 3%                                           | 6%                                           | 11%                                          | 20                                           |       |       |      |      |       |      |
| 28-29 May      | BMG                                          | The i                                        | GB                                           | 1,500                                        | 27%                                          | 43%                                          | 9%                                           | 2%                                           | 6%                                           | 11%                                          | 16                                           |       |       |      |      |       |      |
| 9 Apr – 29 May | More in Common (MRP)                         | N/A                                          | GB                                           | 15,089                                       | 29%                                          | 43%                                          | 11%                                          | 3%                                           | 5%                                           | 8%                                           | 14                                           |       |       |      |      |       |      |
| 27-29 May      | More in Common                               | N/A                                          | GB                                           | 2,049                                        | 26%                                          | 45%                                          | 9%                                           | 2%                                           | 5%                                           | 11%                                          | 19                                           |       |       |      |      |       |      |
| 26-28 May      | YouGov                                       | Sky News                                     | GB                                           | 2,128                                        | 20%                                          | 47%                                          | 9%                                           | 3%                                           | 7%                                           | 12%                                          | 27                                           |       |       |      |      |       |      |
| 24-28 May      | Lord Ashcroft                                | N/A                                          | GB                                           | 4,828                                        | 24%                                          | 47%                                          | 6%                                           | 3%                                           | 8%                                           | 11%                                          | 23                                           |       |       |      |      |       |      |
| 24-28 May      | Redfield & Wilton                            | N/A                                          | GB                                           | 12,000                                       | 23%                                          | 46%                                          | 9%                                           | 3%                                           | 5%                                           | 13%                                          | 23                                           |       |       |      |      |       |      |
| 24-27 May      | Survation                                    | N/A                                          | UK                                           | 2,040                                        | 24%                                          | 47%                                          | 11%                                          | 3%                                           | 3%                                           | 8%                                           | 23                                           |       |       |      |      |       |      |

## Resultados
La votación se cerró a las 10 de la noche, a la que siguió una encuesta a pie de urna. Se esperaba que el primer escaño, Blyth y Ashington, declarara alrededor de las 11:30 p. m..
|  | 33.70 % |

|  | 23.70 % |

|  | 14.29 % |

|  | 12.22 % |

|  | 6.39 % |

|  | 2.52 % |

|  | 1.96 % |

|  | 0.73 % |

|  | 0.73 % |

|  | 0.68 % |

|  | 0.60 % |

|  | 0.41 % |

|  | 0.33 % |

|  | 0.32 % |

|  | 0.30 % |

|  | 0.17 % |

|  | 0.12 % |

|  | 0.09 % |

|  | 0.06 % |

|  | 0.05 % |

|  | 0.04 % |

|  | 0.04 % |

|  | 0.03 % |

|  | 0.03 % |

|  | 0.03 % |

|  | 0.03 % |

|  | 0.02 % |

|  | 0.02 % |

|  | 0.02 % |

|  | 0.02 % |

|  | 0.02 % |

|  | 0.02 % |

|  | 0.31 % |

|  | 100.00 % |

|  | 0.40 % |

|  | 60.00 % |

El resultado fue una victoria aplastante para los laboristas y una derrota histórica para los conservadores. Fue el peor resultado de este último desde que se formalizó como partido a principios del siglo XIX, y la mayor derrota para cualquier encarnación de los conservadores en términos puramente numéricos desde 1761, cuando lograron únicamente 112 diputados, frente a su mínimo histórico de 106 en 1754, aunque constituían un mayor porcentaje de escaños en el Parlamento (18,9% en 1754 y 20,1% en 1761 frente al 18,6% en 2024) debido al tamaño más pequeño de la Cámara de los Comunes en 1754-1761, de 557 diputados. Los conservadores no obtuvieron escaños en Gales ni en varios condados ingleses, incluidos Cornwall y Oxfordshire (este último históricamente conocido por tener varios escaños conservadores seguros), y solo ganaron un escaño en el noreste de Inglaterra. Keir Starmer se convirtió en el cuarto primer ministro en un período de dos años.La participación, del 60%, fue la segunda más baja desde 1885 ; siendo superado por la elección de 2001 que fue inferior del 59,4%.

## Reacciones

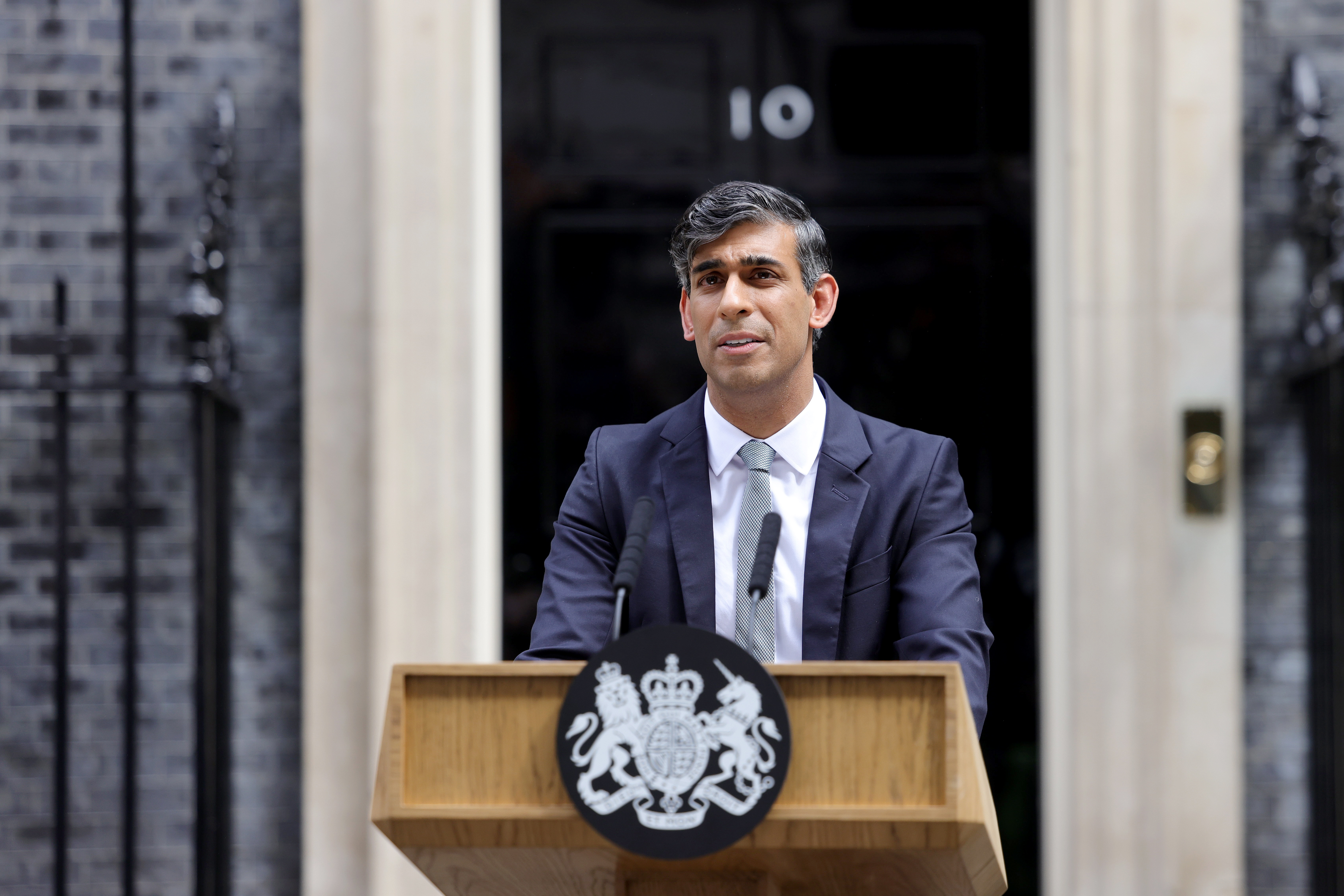
Sunak dando su último discurso como primer ministro.

Sunak concedió las elecciones el 5 de julio. En su discurso de dimisión, Sunak se disculpó con los votantes y candidatos conservadores por la dura derrota del partido, y también ofreció su apoyo a Keir Starmer y expresó su esperanza de que tuviera éxito, diciendo:
Aunque ha sido mi oponente político, Sir Keir Starmer se convertirá en breve en nuestro Primer Ministro. En este trabajo, sus éxitos serán todos nuestros éxitos, y le deseo lo mejor a él y a su familia. Cualesquiera que sean nuestros desacuerdos en esta campaña, él es un hombre decente y de espíritu público, a quien respeto. Él y su familia merecen lo mejor de nuestra comprensión, mientras hacen la gran transición a sus nuevas vidas detrás de esta puerta... Y mientras lidia con este trabajo tan exigente en un mundo cada vez más inestable.

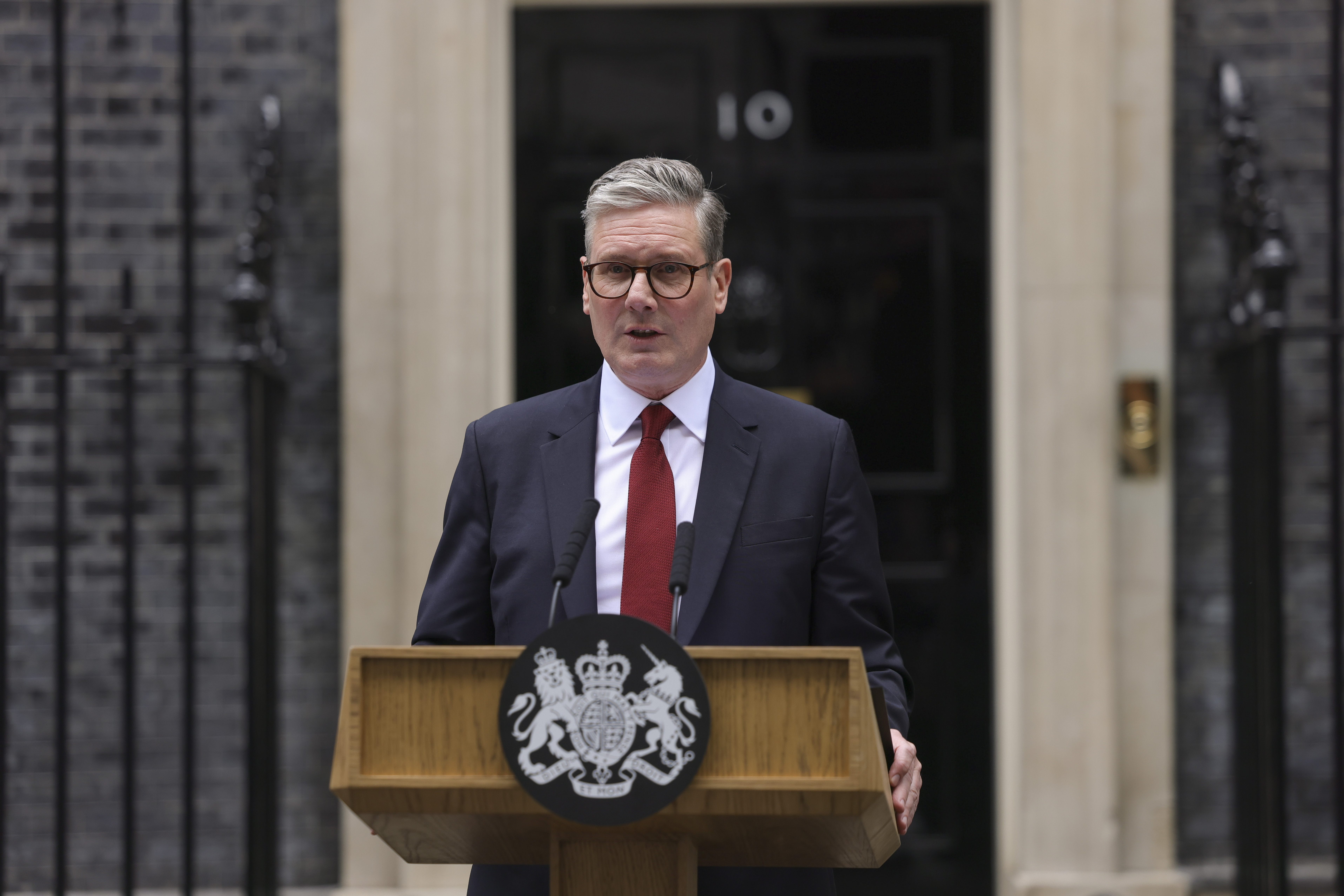
Starmer pronuncia su primer discurso como primer ministro.

Starmer sucedió a Sunak como primer ministro, poniendo fin a 14 años de gobierno conservador. En su primer discurso como primer ministro, Starmer rindió homenaje a Sunak, diciendo que «su logro como primer primer ministro asiático británico de nuestro país no debería ser subestimado por nadie» y también reconoció «la dedicación y el arduo trabajo que aportó a su liderazgo», pero dijo que el pueblo de Gran Bretaña había votado por el cambio:
Nos han dado un mandato claro... Y lo usaremos para lograr el cambio... Restaurar el servicio y el respeto a la política... Poner fin a la era de las actuaciones ruidosas... Caminen con más ligereza en sus vidas... Y unir a nuestro país. Cuatro naciones... De pie juntos de nuevo... Boca abajo, como tantas veces lo hemos hecho en nuestro pasado... Los desafíos de un mundo inseguro... Comprometidos con una reconstrucción tranquila y paciente. Así que con respeto y humildad.... Los invito a todos... Para unirse a este gobierno de servicio... En la misión de renovación nacional. Nuestro trabajo es urgente... Y lo comenzamos hoy.